# Ciak, si canta
Ciak, si canta (Fan Girl) è un film per la televisione indipendente presentato in anteprima al Los Angeles Film Festival il 16 giugno 2015. Si tratta di una commedia per ragazzi. È stato trasmesso su ABC Family il 3 ottobre 2015. Ha per protagonisti Kiernan Shipka nel ruolo di Telulah Farrow, Meg Ryan nel ruolo della mamma Mary Farrow, e i componenti del gruppo musicale pop punk All Time Low a interpretare loro stessi.

## Trama
Una quindicenne con una passione per il cinema ha intenzione di fare un film riguardo alla sua band preferita, gli All Time Low, e di gareggiare nella competizione cinematografica della scuola.